# Celles (Cantal)
Celles ist eine französische Gemeinde mit 217 Einwohnern (Stand: 1. Januar 2022) im Département Cantal in der Region Auvergne-Rhône-Alpes. Sie gehört zum Arrondissement Saint-Flour und ist Mitglied im Gemeindeverband Communauté de communes Hautes Terres. Die Bewohner werden Cellésiens und Cellésiennes genannt.
Die Erlasse des Präfekten vom 21. September 2016 und vom 21. Oktober 2016 legten mit Wirkung zum 1. Dezember 2016 die Eingliederung von Celles als Commune déléguée zusammen mit den früheren Gemeinden Neussargues-Moissac, Chalinargues, Chavagnac und Sainte-Anastasie zur Commune nouvelle Neussargues en Pinatelle fest. Das Datum der Gemeindegründung wurde nachträglich vom 1. Januar 2017 auf den 1. Dezember 2016 vorverlegt.
Der Erlass des Präfekten vom 16. Juli 2024 legte mit Wirkung zum 1. Januar 2025 die Herauslösung von Celles aus der Commune nouvelle Neussargues en Pinatelle fest. Celles wurde wieder eine selbstständige Gemeinde. Damit wurde faktisch auch die Entlassung von Neussargues-Moissac in die Selbstständigkeit und die Auflösung der Commune Nouvelle beschlossen. Bereits am 19. Juni sprach sich die Mehrheit des Gemeinderats für eine Auflösung der Commune Nouvelle aus.

## Geografie
Celles liegt rund 46 Kilometer nordöstlich von Aurillac und etwa 14 Kilometer nordwestlich von Saint-Flour in der Région naturelle des Cézallier. Das Gemeindegebiet befindet sich südwestlich des Regionalen Naturparks Volcans d’Auvergne. Durch das Gebiet fließt der Alagnon. Das Dorfzentrum liegt auf etwa 890 m Höhe.
Umgeben wird Celles von den Nachbargemeinden Chalinargues im Norden, Neussargues-Moissac im Nordosten, Coltines im Osten, Ussel im Süden, La Chapelle-d’Alagnon im Westen sowie Virargues im Nordwesten.

## Geschichte
Ab dem 11. Jahrhundert war Celles eine wichtige mittelalterliche Festung, die einer Familie gehörte, deren letztes Kind, Guillaume Dalmace de Celles, Templer wurde und sein Eigentum 1213 dem Templerorden vermachte. Das Lehen wurde dann zu einer Komturei, die sich über sieben Pfarreien erstreckte.
Im Jahr 1307 wurden die Templer von Celles verhaftet und gefoltert, einige starben auf dem Scheiterhaufen während des Prozesses, den Philipp der Schöne gegen den Tempelorden einleitete. Zu diesem Zeitpunkt ging der Besitz der Komturei in die Hände des Johanniterordens über. Im Jahr 1357 und dann im Jahr 1360 erlitt es Angriffe und Zerstörungen durch die anglo-gasconischen Banden von Seguin de Badafol und Bertucat d’Albret. Im Jahr 1370 begann Béraud de Dienne mit dem Wiederaufbau.
Anschließend erlitt die Komturei heftige Angriffe von Aimérigot Marches und Bernard de Garlan, bevor sie im Zuge der Hugenottenkriege 1588 von den Protestanten erobert wurde. Im folgenden Jahr wurden sie vom Seigneur von Dienne, dem Gebirgsvogt, vertrieben. Heute ähnelt die Burg in etwa der Burg, die im 14. Jahrhundert von Béraud de Dienne wieder aufgebaut wurde.

## Bevölkerungsentwicklung
| Celles: Einwohnerzahlen von 1793 bis 2020                                                                                  | Celles: Einwohnerzahlen von 1793 bis 2020 | Celles: Einwohnerzahlen von 1793 bis 2020 | Celles: Einwohnerzahlen von 1793 bis 2020 | Celles: Einwohnerzahlen von 1793 bis 2020 |
| --- | ----------------------------------------- | ----------------------------------------- | ----------------------------------------- | ----------------------------------------- |
| Jahr |                                           |                                           |                                           | Einwohner                                 |
| 1793 | 1793                                      |                                           | 1.027                                     | 1.027                                     |
| 1800 | 1800                                      |                                           | 823                                       | 823                                       |
| 1806 | 1806                                      |                                           | 778                                       | 778                                       |
| 1821 | 1821                                      |                                           | 779                                       | 779                                       |
| 1831 | 1831                                      |                                           | 815                                       | 815                                       |
| 1836 | 1836                                      |                                           | 806                                       | 806                                       |
| 1841 | 1841                                      |                                           | 725                                       | 725                                       |
| 1846 | 1846                                      |                                           | 702                                       | 702                                       |
| 1851 | 1851                                      |                                           | 653                                       | 653                                       |
| 1856 | 1856                                      |                                           | 676                                       | 676                                       |
| 1861 | 1861                                      |                                           | 632                                       | 632                                       |
| 1866 | 1866                                      |                                           | 640                                       | 640                                       |
| 1872 | 1872                                      |                                           | 663                                       | 663                                       |
| 1876 | 1876                                      |                                           | 634                                       | 634                                       |
| 1881 | 1881                                      |                                           | 579                                       | 579                                       |
| 1886 | 1886                                      |                                           | 619                                       | 619                                       |
| 1891 | 1891                                      |                                           | 603                                       | 603                                       |
| 1896 | 1896                                      |                                           | 618                                       | 618                                       |
| 1901 | 1901                                      |                                           | 597                                       | 597                                       |
| 1906 | 1906                                      |                                           | 600                                       | 600                                       |
| 1911 | 1911                                      |                                           | 513                                       | 513                                       |
| 1921 | 1921                                      |                                           | 520                                       | 520                                       |
| 1926 | 1926                                      |                                           | 503                                       | 503                                       |
| 1931 | 1931                                      |                                           | 469                                       | 469                                       |
| 1936 | 1936                                      |                                           | 416                                       | 416                                       |
| 1946 | 1946                                      |                                           | 363                                       | 363                                       |
| 1954 | 1954                                      |                                           | 367                                       | 367                                       |
| 1962 | 1962                                      |                                           | 322                                       | 322                                       |
| 1968 | 1968                                      |                                           | 281                                       | 281                                       |
| 1975 | 1975                                      |                                           | 257                                       | 257                                       |
| 1982 | 1982                                      |                                           | 229                                       | 229                                       |
| 1990 | 1990                                      |                                           | 221                                       | 221                                       |
| 1999 | 1999                                      |                                           | 239                                       | 239                                       |
| 2006 | 2006                                      |                                           | 235                                       | 235                                       |
| 2013 | 2013                                      |                                           | 217                                       | 217                                       |
| 2020 | 2020                                      |                                           | 246                                       | 246                                       |
| Quelle(n): EHESS/Cassini bis 1999, INSEE ab 2006 Anmerkung(en): Ab 1962 offizielle Zahlen ohne Einwohner mit Zweitwohnsitz |                                           |                                           |                                           |                                           |

## Sehenswürdigkeiten
- Ehemalige Kommende der Tempelritter aus dem 13./14. Jahrhundert, seit 1990 als Monument historique klassifiziert
- Wasserfall Cascade du Cheylat[10]

## Verkehr
Wichtigste Verkehrsverbindung ist die im Norden vorbeiführende Route nationale 122 von Figeac (Département Lot) nach Massiac. Die Departementsstraße D 34 verbindet die Gemeinde mit Neussargues-Moissac im Nordosten und mit Ussel im Südwesten.